# Auswil
Auswil ist eine politische Gemeinde im Verwaltungskreis Oberaargau des Kantons Bern in der Schweiz. Im einheimischen Dialekt wird sie auch «Ousu» genannt. Eine Burger- oder eigene Kirchgemeinde existiert nicht.

## Geographie
Auswil liegt im Oberaargau im Schweizer Mittelland. Die Nachbargemeinden von Norden beginnend im Uhrzeigersinn sind Madiswil, Gondiswil, Huttwil und Rohrbach BE.
Es handelt sich um eine Streusiedlung mit den Orten Oberauswil, Unterauswil, Hermandingen, Aerbolligen und Rohrbachberg. Die fünf Weiler sind mit je einem Stern im Ortswappen vertreten.

## Geschichte
Auswil wurde im 9. Jahrhundert in einer Urkunde des Klosters St. Gallen ersterwähnt. Bis zur Verselbständigung blieb die Gemeinde im Einfluss des Klosters.

## Bevölkerung
Im Dorf leben nur 10 Ausländer (2 %), fast alle Bewohner sprechen Deutsch.

## Wirtschaft
Auswil ist agrarisch orientiert. 32 Landwirtschaftsbetriebe beschäftigen 92 Personen. 60 % der erwerbstätigen Bevölkerung sind Pendler.

## Bilder

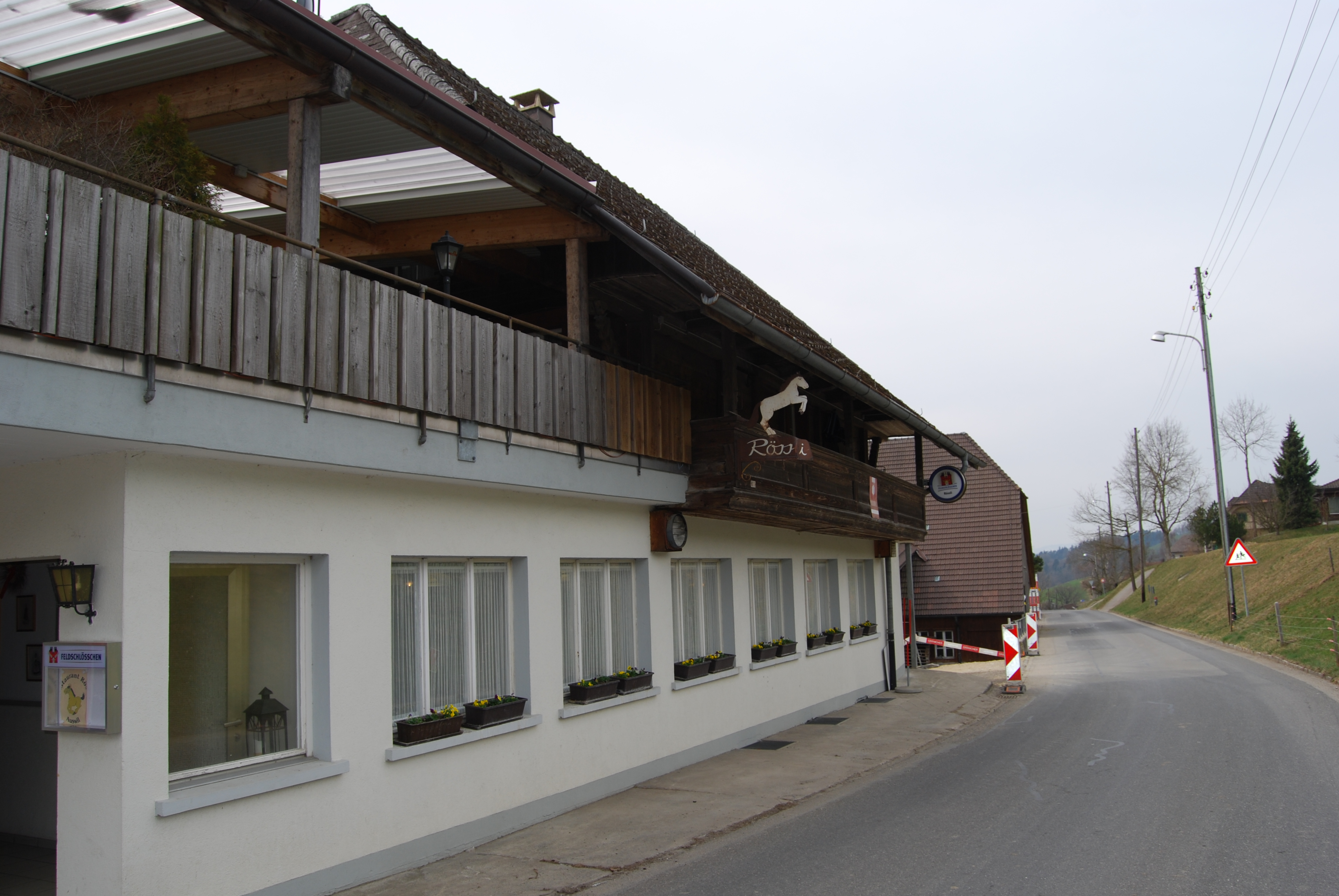
«Rössli» Auswil
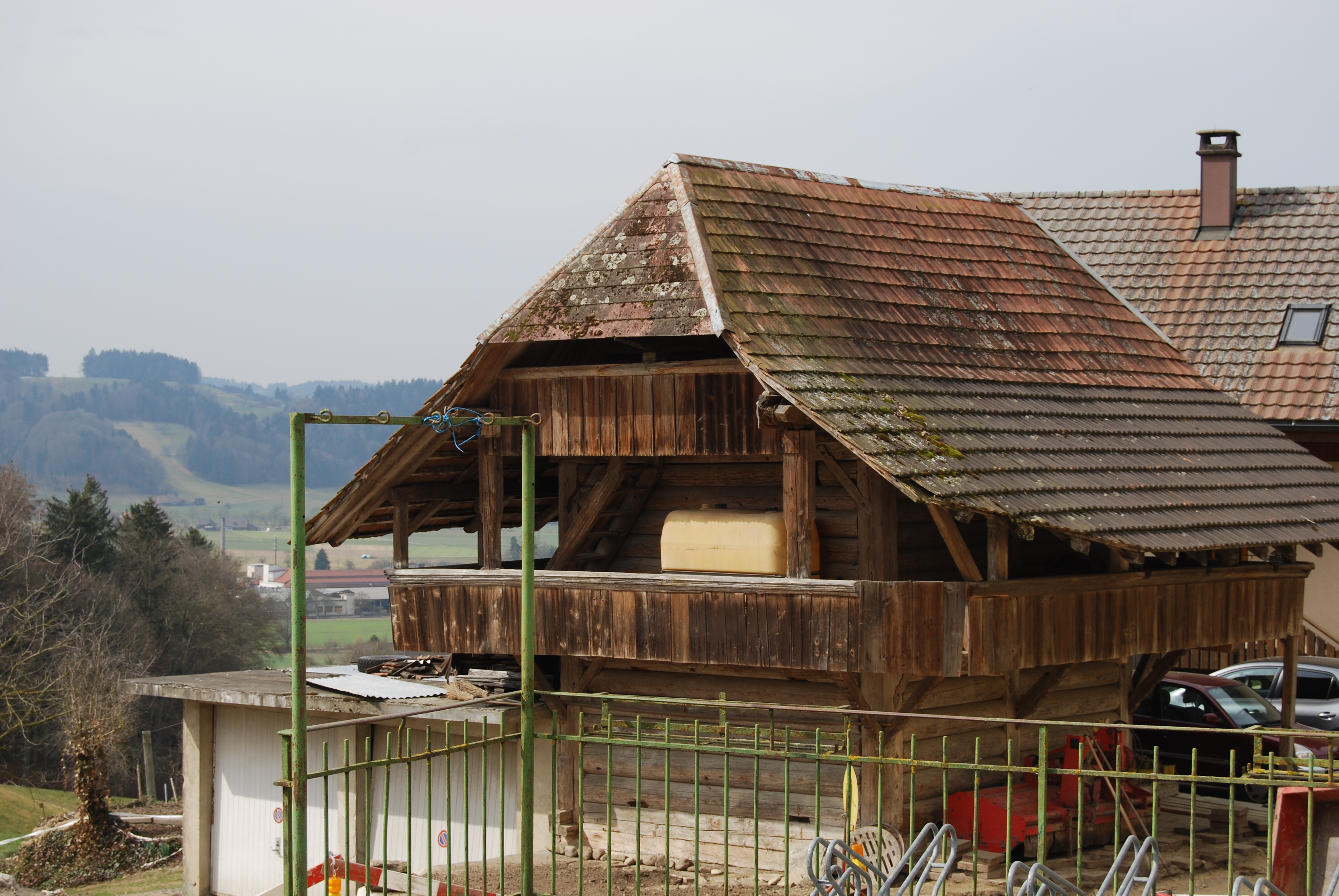
Kornspeicher beim «Rössli» Auswil
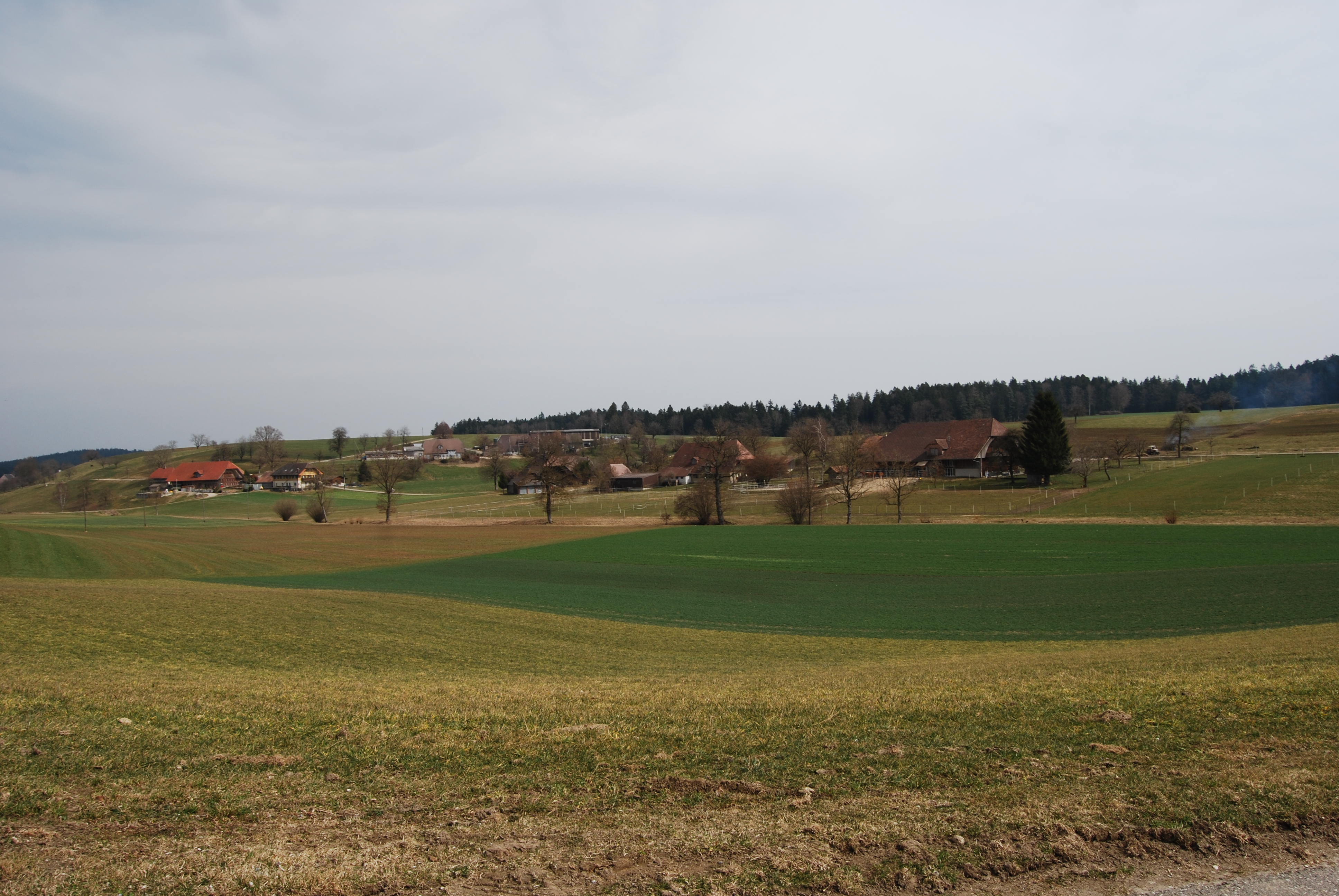
Der Weiler Hermandingen
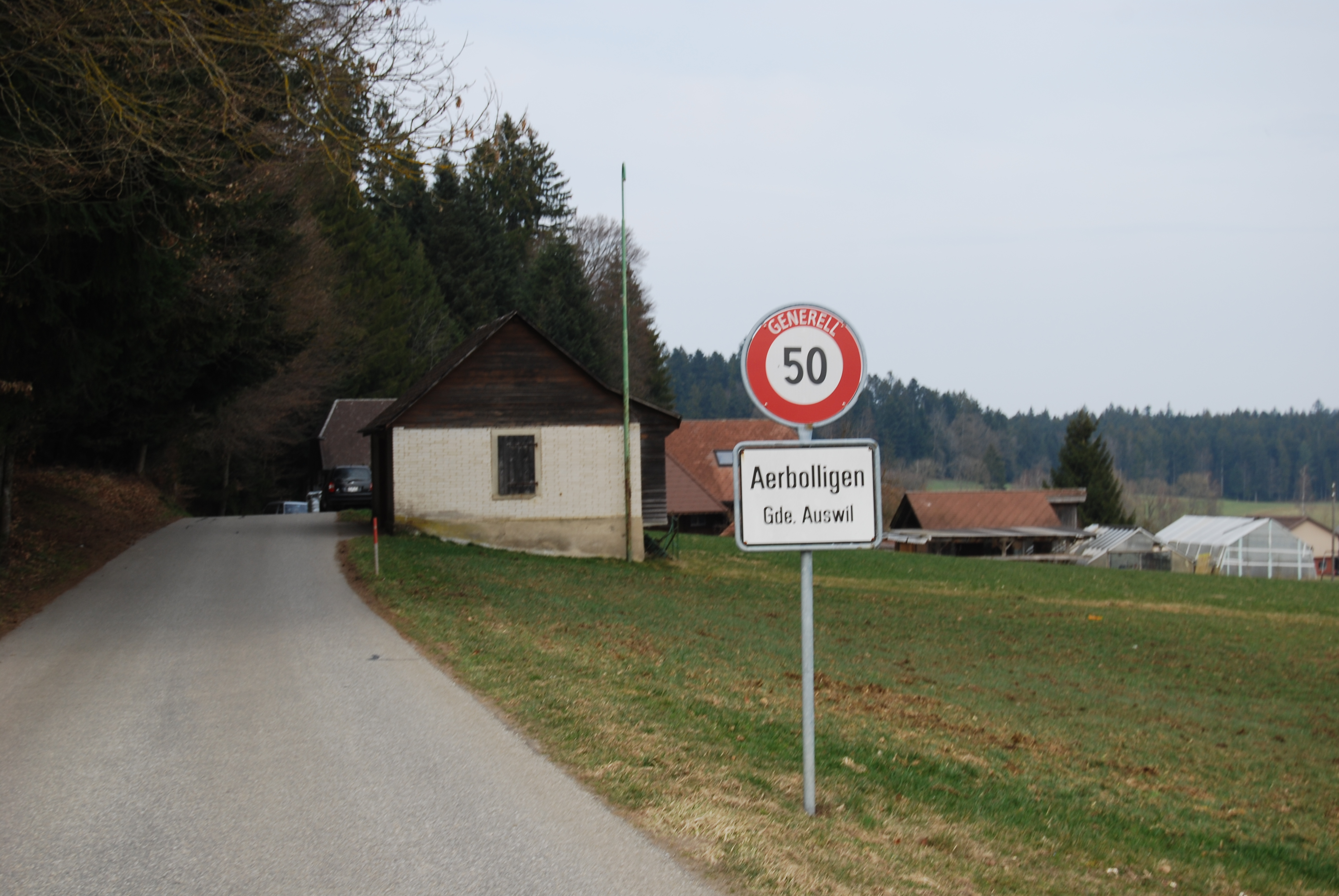
Der Ortseingang von Aerbolligen
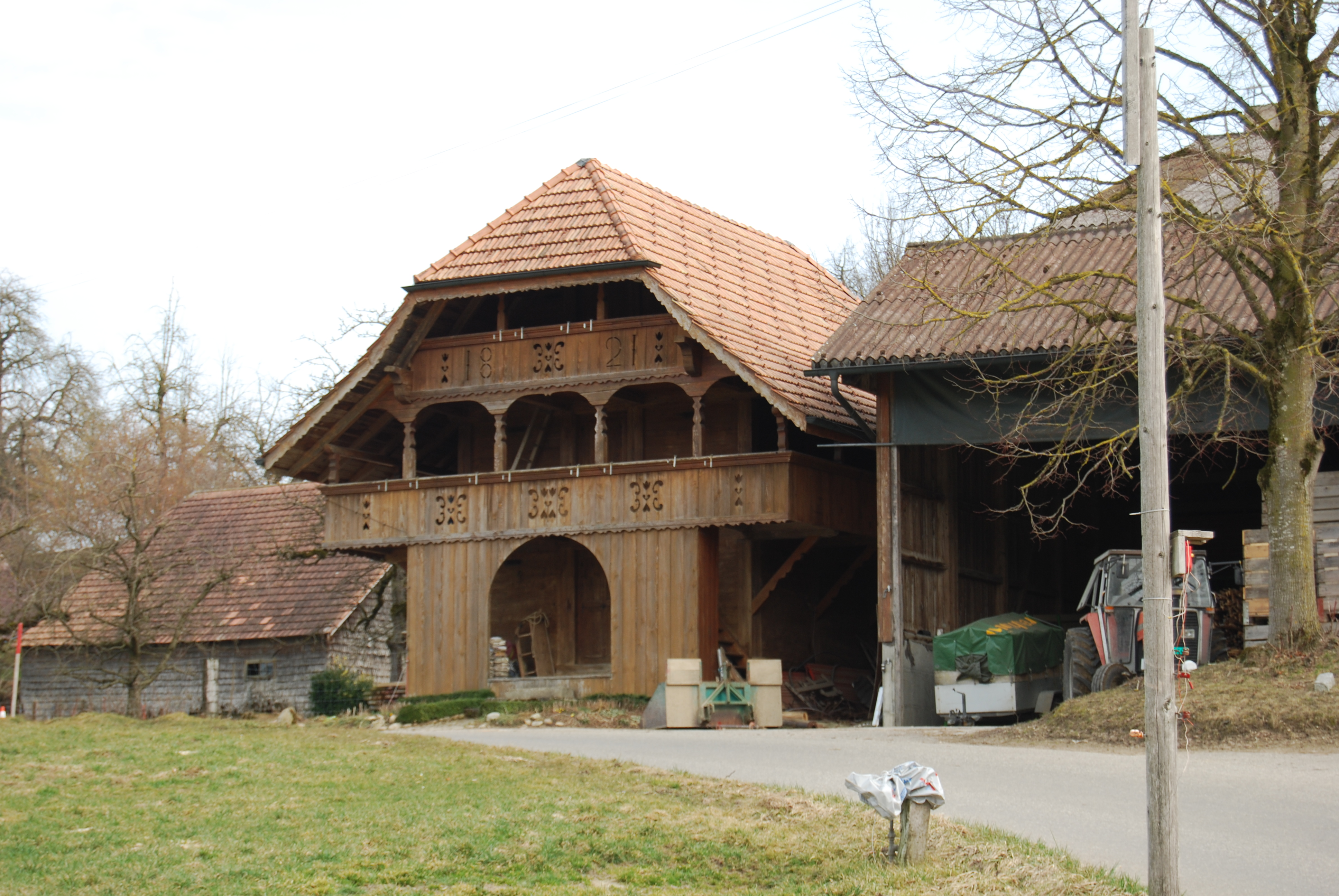
Historischer Kornspeicher in Aerbolligen
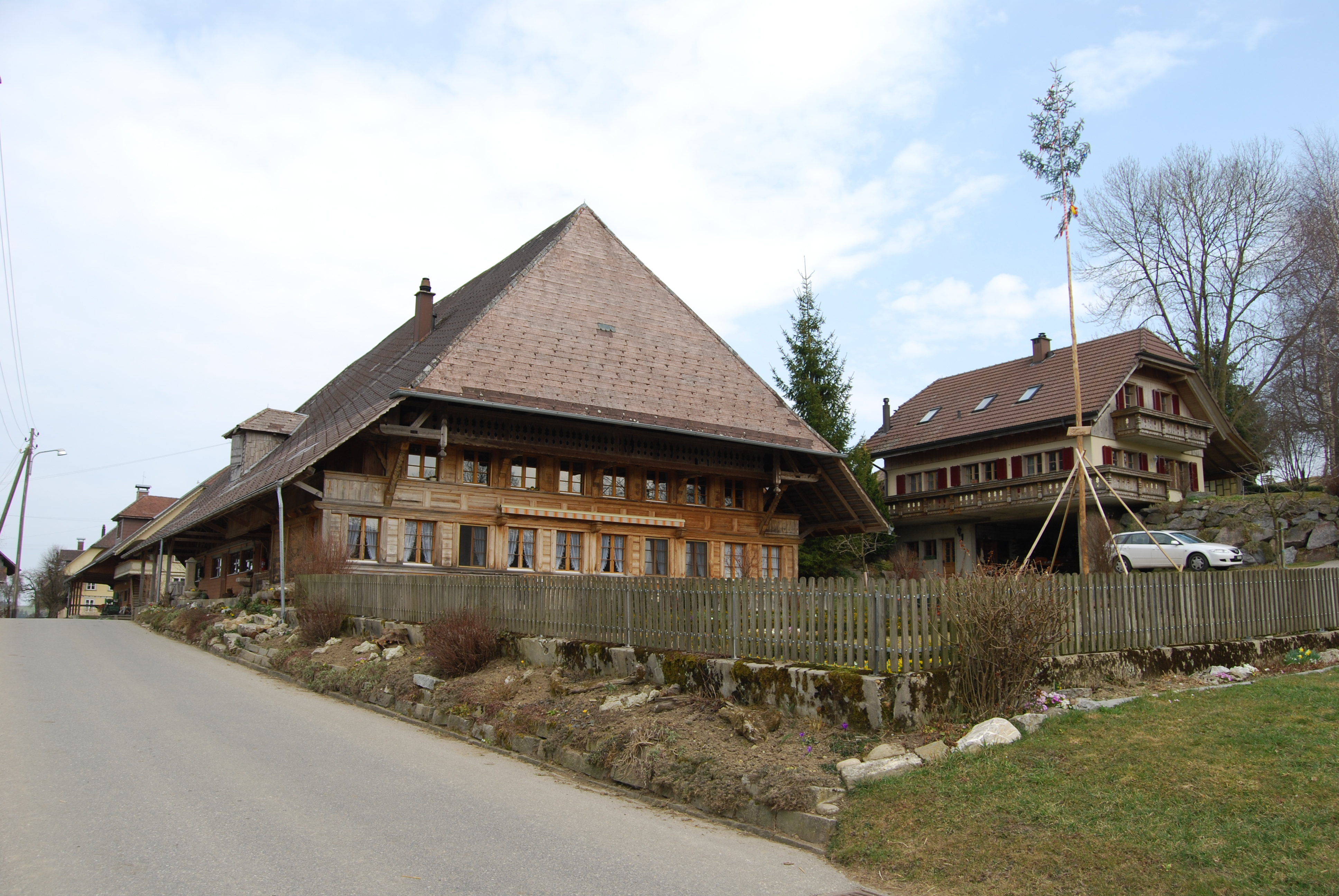
Aerbolligen

## Persönlichkeiten
- Daniel Flückiger (1820–1893), Landwirt, Notar, Autor und Politiker.